# Cidlina (rivière)
Pour les articles homonymes, voir Cidlina.
La Cidlina est une rivière de la Tchéquie et un affluent du fleuve l'Elbe.

## Géographie
Longue de 89 km, elle coule globalement du nord vers le sud-ouest.

### Bassin versant
Son bassin versant est de 1 165,57 km2

## Affluents
- la Bystřice (rg[note 1]) 63 km.

## Hydrologie
Son régime hydrologique est dit pluvial océanique. Son module est de 4,88 m3/s à Sánech.